# ダウンタウンDX
『ダウンタウンDX』（ダウンタウンデラックス、英称：DOWN TOWN DX）は、讀賣テレビの制作により、日本テレビ系列で1993年（平成5年）10月21日から2025年（令和7年）6月26日まで毎週木曜22:00 - 23:00（JST）に放送されていたトークバラエティ番組及び情報番組であり、ダウンタウンの冠番組。略称は「デラックス」または「DTDX」一般的にバラエティ番組と認識されていることが多いが、情報番組の様相が強くバラエティの要素は薄い。

## 概要
既に活動の拠点を東京に移していたダウンタウンが、大阪にある読売テレビ本社で大物ゲストを迎え、様々な角度からトークを聞き出すといった内容の番組としてスタート。この番組を最初に企画したのは白岩久弥（初代プロデューサー→2代目チーフプロデューサー）。しかし2人は多忙を極めていたことから、大阪収録のトーク企画は1994年初旬までとなり、以降は東京での収録がメインとなった。
1998年10月以降は毎週数名の芸能人をゲストに迎え、写真やエピソードを紹介しながらゲストの素顔を探る内容に変更。ゲストは俳優、タレント、アイドル、お笑いタレントなど多彩な顔ぶれだが、短期間にゲストが何回も出演することもあった。
番組初期と2025年6月の番組終了時点では番組内容が全く異なる。
1994年度前期には『NNNきょうの出来事』（日本テレビ制作）がフライングスタートを導入することに伴い、当番組は一旦22:55まで1分延長されたが、『NNNきょうの出来事』の開始時刻繰り上げに伴い再度1分縮小された。2013年10月10日からは後続番組『NEWS ZERO（現：「news zero」）』のフライングスタート廃止に伴い、当番組は23:00まで6分延長された。
2007年5月3日放送分よりHDTVカメラ撮影によるハイビジョン制作を実施。地上デジタル放送では、デジタルハイビジョン放送・データ連動放送を実施。2023年3月23日放送分の『秘密のケンミンSHOW極&ダウンタウンDX 合体2時間SP』を以って、データ放送を終了した。
2020年4月16日放送分より新型コロナウイルスの感染予防のため番組開始史上初めての無観客での収録となった。また、ゲスト席の配置も従来の左右に雛壇というスタイルから討論番組のような円形に囲むスタイルへと変更された。2023年2月23日放送分から再び観客を入れた状態で、ゲスト席もコロナ禍以前の雛壇スタイルに戻して収録を行っている。
2020年10月8日から読売テレビ、日本テレビ及び札幌テレビにて直前の21:54枠に予告番組『まもなくダウンタウンDX』を放送（ただし、日本テレビでは下記初回は放送事故が起こったため放送されなかった）。ただし当番組の単独2時間SPをはじめ、木曜21時枠の『秘密のケンミンSHOW 極』の2時間SPや、『秘密のケンミンSHOW 極』と当番組の合体2時間SPの時は、枠を22:54に繰り下げ、『news zero』の予告番組『まもなくnews zero』に変更する。
2020年10月8日、番宣番組『まもなくダウンタウンDX』（21:54 - 22:00、以下『まもなく』）が放送開始。この日、制作局の読売テレビでは通常通り『まもなく』が放送されたが、日本テレビでは予定時刻になっても放送が開始されず、21時55分30秒すぎより「ピー」という音（テストトーン）と共に「NETWORK」と書かれたCG映像（読売テレビのネットマーク）が1分間ほど表示されたあと、続いて海底映像などのフィラーが約1分半放送されるという放送事故が発生し、『まもなく』が放送されなかった。なお、フィラーのあとは通常通りCMが放送され、本編も予定通り放送された。原因は制作局である読売テレビの人為的なデータ入力ミスによるものであった。また、この時間帯はローカル枠であり、他の系列局は各局別のミニ番組を放送していたため、日本テレビのような放送事故は起こらなかった。
しかし2024年1月8日、松本が芸能活動を当面の間休止することが発表された。4日には2時間スペシャルを放送しており、11日放送分は『秘密のケンミンSHOW 極』3時間スペシャル放送のため元から放送休止だったが、1月18日についても当初は当番組と「ケンミンSHOW 極」を合体させた2部構成の2時間スペシャルの放送が予定されていたものの当番組を休止し、『ケンミンSHOW 極』の2時間スペシャルのみの放送に差し替えることになった。1月25日以後はレギュラー編成をする予定で調整中とした。
2025年1月23日は当初、「うっぷんアワード2025 視聴者1000人が共感した日常のイライラは何!?」を放送する予定だったが、放送の約3時間前に急遽2024年5月9日の再放送に変更となった。理由は不明。
2025年4月21日、読売テレビが同年6月26日を以て番組を終了することを発表した。
2025年6月26日放送の最終回では、ゲストタレント12名がそれぞれドライブをしながら番組の思い出話をする内容であったが、番組MCであるダウンタウンの2人の出演はなく、過去のVTRなどが放送される事もなかった。これについて放送作家の山名宏和が、「おそらく非難轟々だろうけど、いろいろとお察しください。」とブログで綴った。
後番組については、『見取り図の間取り図ミステリー』が2025年7月10日に放送開始した。

### スペシャル版
改編期（春・秋）や夏・年末には2時間前後のスペシャル番組『ダウンタウンDXDX』または『ダウンタウン超DX』が放送されていた。また年2回程度行われる未公開トーク集では、木村祐一が得意の料理などでダウンタウンをもてなしていた（現在は行われていない）。2006年6月29日には初めて3時間スペシャル（19:58開始）が放送された。なお、クイズ番組時代、番組クレジットが『ダウンタウンDX』ではなく『ダウンタウンデラックス』となっていた時期があり、スペシャルの際は『ダウンタウンデラックスデラックス』と表記された。
2009年3月19日には、番組開始以来初めて沖縄（北谷町・ちゃたんニライセンター）から特番が生放送された（字幕放送はなし）。これはこの日に「沖縄国際映画祭」のオープニングが行われたためでもあり、大抵の出演者はこの映画祭にも参加した。翌年以降も3月下旬には沖縄国際映画祭（2015年以降は「島ぜんぶでおーきな祭」）の開催に合わせて沖縄（北谷町・ちゃたんニライセンターまたは浦添市・てだこホールまたは那覇市・タイムスホール）からの特番が生放送されていた。なお、2017年の沖縄スペシャルに関しては生放送は行わず公開収録となった。
2013年8月末には読売テレビの開局55周年と番組の20周年を記念し、19年ぶりに読売テレビ本社で収録が行われた。この模様は、同年9月26日に2時間スペシャルで放送された。
2014年7月3日には、『秘密のケンミンSHOW』との合体スペシャルが放送され、みのもんたが約19年ぶりに当番組に出演した。同年10月16日・2015年10月8日にも2時間枠で、2016年1月14日には19:56 - 22:54の3時間枠で『秘密のケンミンSHOW』との合体スペシャルが放送された。同年4月14日にも2時間枠で放送されたが、放送途中の21:26頃に熊本県で大地震が発生したことから報道特別番組に差し替えられ、途中で打ち切りとなった。
2015年4月16日には、『秘密のケンミンSHOW ダウンタウンDX 春の豪華リレーSP』と題して『秘密のケンミンSHOW』とのコラボが行われた。
2014年10月2日には、番組開始以来初めてゲスト入れ替え制の2部構成でのスペシャルが放送された。以降のスペシャルでも、同様の構成で放送されていた。

### 収録関連
収録は主に東京メディアシティ（TMC）内・TBSが所有する砧K1スタジオで隔週木曜日に行われた。かつてはトーク番組時代は大阪・読売テレビ第1スタジオで、クイズ番組時代は東京・読売テレビ多摩スタジオ、神奈川・日本テレビ生田スタジオなどで収録されることが多かった。尚、大阪での収録は収録場所を東京に移してからも2013年9月と2023年3月に行われている。
トーク主体のバラエティ番組の収録時間は通常放送時間の数倍もの尺に及ぶものが多いが、本番組の収録時間は1本あたり約70分と比較的短い。これは番組の勢いやライブ感を重視していることや、「番組観覧に来ているお客さんが飽きない時間に収録しなければいけない」との考えに基づくものであるという。

### 前説
通常、バラエティ番組の前説はADもしくはまだ番組に出られない下積みの若手芸人などが行うことが基本となっているが、当番組に関しては放送開始当初から一貫して西田二郎とダウンタウンが前説を担当している。現在は下積み芸人とダウンタウンの順番で前説を行なっている。この前説の模様はオンエア上ではごく一部が放送されるだけのものであったが、2013年に「ダウンタウンの前説」というタイトルで2004年から2012年までの前説がDVD化されたため全編を通しての視聴が可能となった。2019年現在まで全5巻が発売されている。近年の放送ではカットされていたが収録スタイルが変わった後の2021年からは、収録前のセット裏の様子と共にオープニングトークとして放送されるようになった。

## 出演者
MC
- ダウンタウン（浜田雅功・松本人志）

代打MC（2025年4月 - 6月）
2024年1月より松本が活動休止に入り、以降は浜田が単独でMCを担当していたが、2025年3月に浜田も活動休止を発表し、同年4月以降は代打MCを設けて週替わりに務めた。同年5月2日から浜田が活動を再開したが当番組には復帰せず引き続き代役を立てて放送。
- かまいたち（山内健司・濱家隆一） - 2025年4月3日
- 千鳥（大悟・ノブ） - 2025年4月10日
- 田村淳（ロンドンブーツ1号2号） - 2025年4月17日・5月29日
- 東野幸治 - 2025年4月24日
- ブラックマヨネーズ（小杉竜一・吉田敬） - 2025年5月1日
- 川島明（麒麟） - 2025年5月8日
- 今田耕司 - 2025年5月15日・6月19日
- フットボールアワー（岩尾望・後藤輝基） - 2025年5月22日
- 陣内智則 - 2025年6月5日
- 山里亮太[25]（南海キャンディーズ） - 2025年6月12日

## コーナー・企画

### トーク番組（初期）時代
番組開始当初の頃は、2人の巨大なデスマスクを代表的セットとして用いていた。ダウンタウン曰く「石膏で型どりする際は鼻から息が出来ない」。
大物芸能人をメインゲストとして招き、ダウンタウンと3人でトークをする内容であった。
ゲストにちなんだ内容のスタジオセットを作ったり、トークに入る前のイントロ的なコーナーやトークの間のミニコーナーなどが放送された。
第1回のゲストは俳優の菅原文太だった（ただし、トークの合間に任侠映画を模したミニドラマをセットで行い、山城新伍と川谷拓三もエンディングまでトークに出演）。

#### トークの合間のミニコーナー
ダウンタウンの天気予報（『ヤン坊マー坊天気予報』のパロディ）
番組の最後に放送される場合もあった。実際に放送日の翌日（金曜日）の天気予報を流していた。
ダウンタウンの社会見学
学生服をもした衣装を着た司会のふたりが本当にある全国各地の各種工場へ見学に行き、感心するというだけの2分間のミニコーナー。
演出上ではコントに近く、ふたりは一切喋らずその工場内の音だけ、そしてその工場で完成する製品・商品にたいして大げさに感心するというシュールさを前面に出したものだった。
イメージデラックス
後期は大物ゲストの従来のトークコーナーとクイズコーナー「イメージデラックス」で構成。
大物ゲストと仲のいいゲスト3人の計4人による個人戦。
最大5択の選択投票と自由投票のどちらかであるが、どちらも10票獲得したものが優勝となっている。
出題内容は大物ゲストに関連する事象がテーマで、一部の選択肢の1枠が大物ゲストとなっている。エンディングは大物ゲストとダウンタウンのトークコーナー。

### クイズ番組時代
1994年2月から1997年3月までの約3年間は、クイズ番組として放送された。進行が浜田で松本は相方浜田の横でボケに徹するスタイルとして、各クイズコーナーの出題テーマナレーション（実質的に浜田の補佐）を三石琴乃で構成。2名1組の4チームによるチーム戦で、スペシャルの際は8チーム戦となった。
田代まさしがレギュラー解答者で、それ以外の解答者はゲストまたは準レギュラー（関根勤、笑福亭笑瓶、松居直美など）となっていた。
コンセプトはギャンブル。街角での一般人1,000人へのアンケートを基に、パネラーがアンケートの回答を予想する。優勝チームは得点に比例した賞金を獲得した（当初は得点単位が「円」、その後「点」に単位を変更）。所持金（点数）が倍増または半減（小数点以下の端数は切り捨て）する仕組みのクイズが多く、後半になればなるほど得点の動きが大きくなるシステムを取っていた。
「DX国民投票（DXスーパー国民投票）」のみ、クイズスタイルからゲーム番組にリニューアル後の1997年春スペシャル以降も、1999年9月まで引き続き行われた。

#### クイズ番組時代の主なコーナー
ビッグスターイメージレース
リニューアル前から引き続き実施。レース出走者は基本的に5人にテーマの内容に沿って、特定の条件の人に1人ずつアンケート投票してもらい、一番先に10票達成したものが正解となる。レース結果を知らない松本が独断と偏見でオッズを設定しており（主に2 - 10）、それを参考に持ち金を賭ける。正解すると賭け金が設定されたオッズで返される。
一票レース
イメージレースの変形版。特定の人物1人に聞き、予備選考でレース出走者を一人ずつ見て内容を知り脱落するか残すかを判断してもらい、最終選考で残った出走者の中で選んだものが正解となる。
1,000人アンケート 2ケタを狙え!
1,000人に「○○な有名人は?」といった内容のアンケートの中から、回答数が10〜99人の2桁となった項目を当てる書き問題形式のクイズ。お題と各順位の人数が発表され、それをもとにパネラーがフリップに1つ答えを書く。そして、上位から順に結果を発表する。100人以上または9人以下の回答を答えた場合は「ドボン」となる。
- 開始当初は番組の中盤で実施され、正解につき10,000円加算、ドボンのペナルティはなかった。
- のちにオープニングクイズとなり、3万点のスタートに対し2問出題され、正解するとプラス5,000円、ドボンでマイナス5,000円となった。

オープニングクイズ 1,000人アンケート 芸能人七ならべ→1,000人アンケート 新 七ならべ
指定した頭文字で始まる芸能人の名前の1,000人アンケートのベスト10のうち、基準となる7位をヒントに、1位から6位を当てる。1問目最初の解答者は、モニターに解答者の名前が書かれたカードがシャッフルされ、松本が選んだカードに書かれた解答者から始まる。2問目以降は、前問の最後の1つを答えた者が引き続き解答。前6位以内を当てると続けて解答でき、8位以下の回答であれば画面向かって左の解答者に回答権が移る。残りの解答が少なくなり、中々正解が出ないと浜田からヒントが出され、挙手で解答する。1位から6位の正解で5,000円（最後の1人だった場合は3万円）加算される。8位から10位を当ててしまうとドボンで5,000円減額、ベスト10圏外の場合は変動はない。
オープニングクイズ 世間はどっち!
101人に聞いた2択のアンケートで、どちらが多数派になったかを予想する。最初の持ち点が正解で3万円から、ハズレで1万円からとなる。
センスグランプリ 日本人の三択→カタログクイズ 日本人の三択→クイズ・芸能人グランプリ!日本人の三択
1,000人にあるテーマに沿った画像を見せ、その中から多くの人が当てた画像を当てるA・B・Cの三択問題。
- 当初は5問正解チームが出るまで出題が続けられ（3問正解チームが発生した時点で全チームメンバーチェンジ）、5問先取したチームに5万円加算された。
- のちに前後半に分かれて各チームの解答者1人に5問ずつ出題される形式になる。1問正解につき5,000円加算。それぞれパーフェクトで10万円（この10万円には問題正解の2万5000円ぶんが含まれる）、パーフェクトがいない場合は正解数の多い解答者に3万円（複数の場合は均等割り）加算される。

スキイズム・キライズム
1995年秋のスペシャルから始まったスペシャル版でのクイズ。VTRに登場する芸能人に、番組が指定した5つずつのテーマを聞き、テーマごとの回答をしてもらって好きか嫌いかとその理由を回答する。VTR芸能人の回答のうち、最後に回答したスキ、キライのどちらかを、解答者が当てる。
クイズ芸能人発想辞典→クイズ発想辞典ルネッサンス
女性1人、男性2人の計3人の有名人に、濁音・半濁音を含む50音の頭文字から始まる言葉を言ってもらい、その回答を予想するクイズ。最初に参考として、3人の代表的な発想が紹介され、問題では「傾向と対策」として、3人それぞれに同一傾向を示す回答をいくつか紹介した後、問題となる頭文字が出題される。1問目と2問目は同じ傾向と対策、3問目は別の傾向と対策から問題が出されるが、著名人によっては稀に3問全て傾向と対策が同じことがある。各問題毎に1個正解で1万円（のちに「点」に変更、以下同じ）、2個正解で2万円、全問正解で10万円が加算される。タイトルが「ルネッサンス」に変わったがクイズの内容は同じで、BGMの変更、答える著名人の背景色が女性の赤、男性の黄・青に加え、著名人をイメージしたイラスト背景が登場した。
声クイズ ヒヤヒヤヒヤリング
クイズ発想辞典の代わりに始まったコーナー。有名人の声（素材はインタビューのものなど、すでに何らかの形式で発表されているもの）のみが流れるので、それが誰のものかを当てる。
- わかった時点で挙手をし、回答台でフリップに記入し、浜田に見せて正誤を判定してもらう。正解（基本はフルネーム限定）なら勝ち抜けで得点獲得。誤答の場合は（特に惜しい場合を除き）浜田が読み上げる。時間内は何回でも回答できる。正解できず制限時間終了となったら「ドボン」となり、その解答者の持ち点が半減する。
- 1位で正解すると10,000点獲得、以下2位9,000点、3位8,000点と1,000点ずつ獲得点数が減るが、最低1,000点は獲得できる。
- チーム戦時代は、コーナー開始時点でのチームの点数を2人に均等配分し、問題に全員が参加（MAXなどのグループは1人としてカウントし、問題には代表者1名のみが参加）していた。コーナー終了時点でチーム2人の点数を再度合算していた。
- 個人戦移行後も継続された。特に伊東四朗が苦手としていたため、末期は浜田が「伊東四朗のヒヤヒヤヒヤリング」とタイトルコールしていた。
- 松本もクイズに参加していたが、勝ち抜け順位の対象とせず、パネラーの得点変動には影響しなかった。

バイバイチャンス・日本人の「あいうえお」
1,000人に指定された50音の頭文字から始まる言葉のアンケートの1位を当てる。解答者全員がフリップに回答を出し、チーム内で相談をして1つの回答を選択。1位を当てれば持ち点が倍増、2位を当てるとドボンとして持ち点が半減する。穴埋め問題形式に変更後は、ベストテン圏外の回答を書いても持ち点が半減するルールとなった。
バイバイチャンス・ダウンタウンのおいちょかぶ
「日本人のあいうえお」の代わりに始まったコーナー。花札のおいちょかぶをベースとしたクイズで、あるアンケート調査のベスト10の項目が出される。項目は同じだが、男女別2つに分かれており順位は隠されている。ダウンタウンが親となり、まず松本が男女どちらか片方のカードを各チームに配り、最後にダウンタウンがカードを引く。アンケート結果の順位が最初の数字（順位の発表は当初カード配布後だったが、のちに配布前に変更された）となる。この結果を参考に、明かされていない方の性別のアンケート結果の順位を予想し、2つの順位の合計の下1桁が9に近ければ勝利となる。まずダウンタウンがカードを選び、各チームはダウンタウンが選んだカード以外の中からカードを選ぶ。各チームの選んだカードの順位が発表されて勝負する下1桁の数字が決定した後、親のダウンタウンの選んだカードの順位が発表される。勝敗に関しては親のダウンタウン側がやや有利に設定されており、下1桁の数字が親のダウンタウンより大きければ解答者の勝ちで得点が倍増、同数以下の場合はダウンタウンの勝ちで得点が半減する。解答者が勝つ確率は45%なのに対して、ダウンタウンが勝つ（＝解答者が負ける）確率は55%で、例としてダウンタウンが9を出せば解答者は必然的に全員負け、解答者が0を出してしまうと解答者が負け決定となる。
DX国民投票→DXスーパー国民投票
街頭で1,000人（基本的に5世代×200人か4世代×250人。まれに人数割合が異なっていた。特番では2,000人の場合もある）にアンケートを行い、最も票を多く得た項目はどれかを予想する番組のラストクイズで、内容はイメージレースと同様。レース結果を知らない松本が独断と偏見でオッズを設定しており、それを参考に持ち点を全額賭ける。正解すると持ち点が設定されたオッズで返され、それが獲得賞金となる。回答順は持ち点の高いチームからで、同点の場合はジャンケンをしたり協議していた。
ゲーム・トーク番組へ移行後も、1999年9月まで引き続き行われた。

### ゲーム番組時代
1997年3月の春スペシャルから1998年9月までの約1年半は、クイズからゲームに主題を移して行われた。引き続き田代まさしがレギュラーで、それ以外のパネラーはゲストまたは準レギュラーが出演したほか、進行は浜田が単体で行い、松本もパネラーとしてゲームに参加していた。
チーム戦から個人戦へ変更となった。得点単位は引き続き「点」。

#### ゲーム番組時代の主なコーナー
GO!GO!スライパー
各ゲストが丸いマグネットシートを持ち、壁の水平に立ってマグネットを縦に回しながら投げて壁に貼り付ける。
魔球!!対決 顔あて〜ん
クイズ!後ろ姿
VTRで有名人の後姿を見て、有名人の名前を当てる。ヒントとして、ちょっと振り向いたりするなどする。分かったら浜田に耳打ちをして正解なら得点獲得。
歌ゲーム音楽祭 - MUSIC FESTIVAL -
うたゲーム!!ドレミしようかなぁ→うたゲーム!!新ドレミしようかなぁ
テーマが発表され、ドレミの歌のリズムに乗って指定された頭文字で始まる回答を歌いながら答える。7人の解答者が順番に並び、頭文字は最初は50音順の「あ」から順番に答えていき、1人目の正解で1万点獲得、不正解で2人目の解答者に回答権が移り正解で2万点獲得、以降は不正解で回答権が移る度にで1万点が積み上げられていき、7人全員が答えられなければ、得点はスルーとなり次の文字が出題される。「わ」までいったら終了となる。また鍵盤のセットがあり、回答する際は最初はドの鍵盤の上に解答者が乗って回答、正解なら次の解答者はレの鍵盤の上に乗って回答、以降は正解する度に次の音階の鍵盤の上に乗って回答していき、シまで答えた場合は「さあ歌いましょう」と歌った後に、途中で間違えると、再びドからスタートする。
後にアンケートのベスト5の回答を答える「うたゲーム!!新ドレミしようかなぁ」と改題リニューアルなり、答えが分かったら鍵盤のセットに走って向かい、早く到着した解答者からドの鍵盤から順番に乗っていき、正解で順位に関わらず1万点、以降の正解で2万点、3万点と獲得得点が上がっていき、最後の回答を答えると5万点獲得となる。ベスト5が全部開く、最後のシまで行っても答えられないと終了となる。
お願い!名前を呼んで!!
普段知られていない物の正式名称を当てるコーナー。まずVTRで女性ナレーターの紹介で部品の説明が行われ、スタジオで音声を変えたスタッフがその部品になりきり、解答者のゲストたちをいじりながらも答えである名前を当ててもらう。当たった祭には「はぁ〜〜い!」と返事をして、ペンギンの人形の合唱隊が正式名称のコーラスを合唱する（開始当初はパネルだったが、後にぬいぐるみとなる）。トーク番組へ移行後も得点は廃止されたがしばらく行われていた（1999年3月まで）。
芸能人アンケート調査
3回投げて→3回投げてイレブン
10個のボールを両手で持ち、離れた壁に空けられた穴へ向かって投げ入れる。2回目・3回目は、入らなかったボールを拾って再び投げ入れ、3回投げて入ったボールの個数を競う。後に投げるボールが1個増え、11個のボールを投げ入れる「3回投げてイレブン」となった。トーク番組へ移行後もしばらく行われたが、得点制度が廃止された後は、成功で賞金10万円獲得のルールに変更された（1999年8月まで）。
番組の看板ゲームであり、タカラからゲームを模した玩具が発売され、アーケードゲームも登場するなど、ブームとなった。
DXスーパー国民投票→1,000人口コミ情報!!知って得するランキング
ラストコーナー。クイズ時代より引き続き、1994年2月から1999年9月までの5年半続く長寿コーナーとなった。松本もパネラーとしてゲームに参加していることから、松本による事前予想・オッズの設定は廃止された。
クイズ時代と違って解答席が廃止されたため、松本を含む出演者がメリーゴーランドの木馬を模したセットに乗り、馬が前後に動きながら年代別の結果が発表され、最終的に全年代の合計が少ない順から発表され、不正解の解答者の馬が後ろへ下がる。そして、最後まで残った解答者の木馬が上昇して優勝者を発表するという演出が行われていた。松本が優勝した際、なぜか晒し者のような状況になってしまい、顔を覆って恥ずかしがる一幕があった。
うそつきクイズ！ 世界の歌謡ショー
2チーム編成に別れ、世界各国の実際にある民謡や童謡などの歌の空欄部分に入る歌詞が何なのか、出題者チーム側にはそれぞれ何も書いてない3枚のウソカードと、正解の歌詞が書かれてるホントカードがそれぞれ1枚配られて、解答者チームは松本を含めた4人のうち誰が本当の歌詞を書いてるのか当てる。
松本は毎週解答者チームには参加せず、出題者チームとして参加し、確実に歌詞として不成立な大喜利的なボケ解答する役割として担ってるのが殆どだが、一度だけホントカードを引いて相手チームに見破られたことがある。

### 番組末期

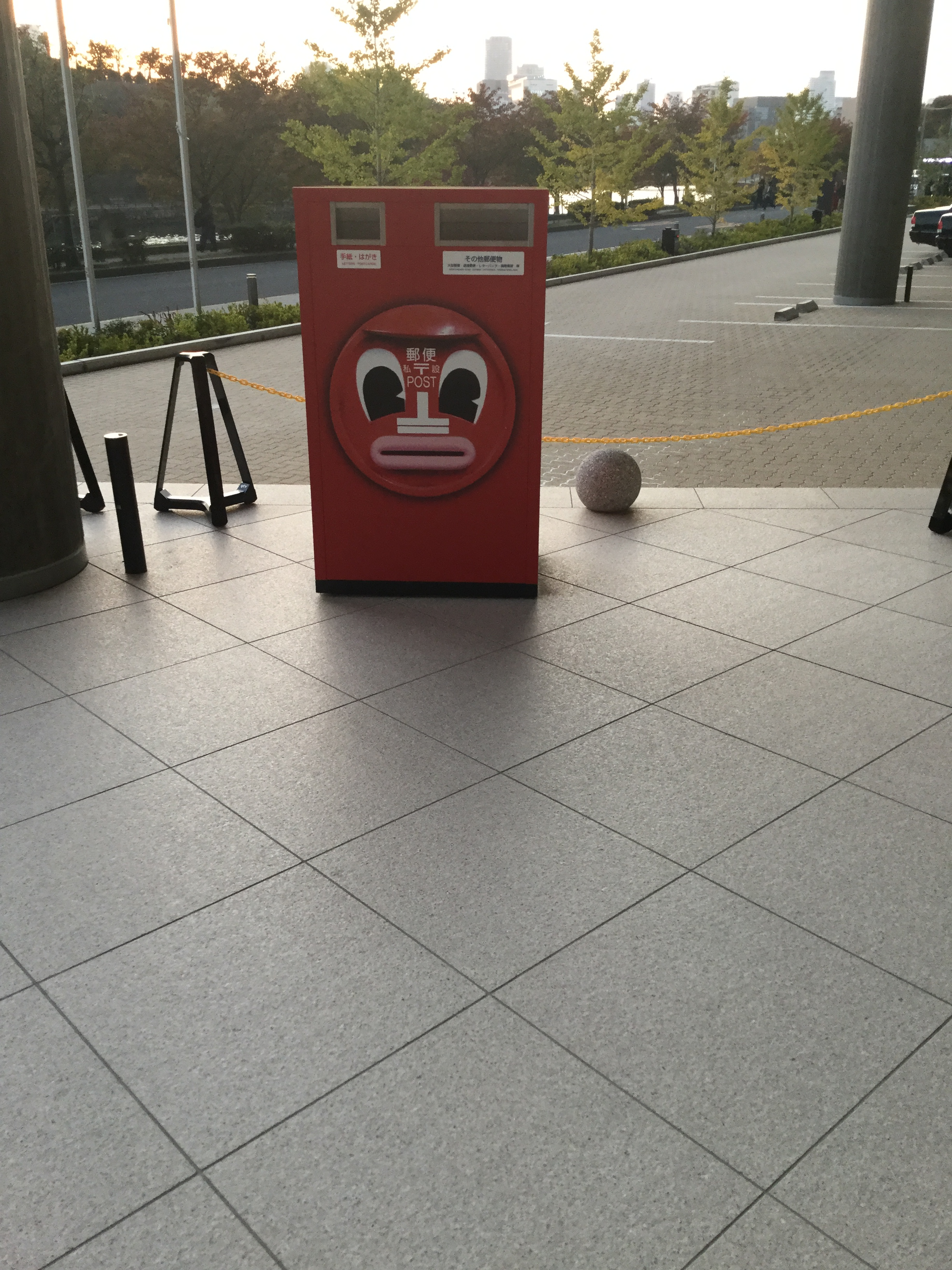
読売テレビ本社にあるトスポの顔が描かれたポスト（投稿募集用ではなく普通の郵便ポスト）

スタッフだけが知っている 芸能界「密室」報告 → 打合せでこんなの撮れちゃいました → 打合せでこんなの撮れちゃいました 勝手に診断しちゃいました → 発見!スターの個性 → 発覚!スターのクセ
2006年10月から登場。ゲストが番組スタッフと打ち合わせをしている際のVTRを流し、そこで現れるゲストの口癖などをネタにトークする。また、この口癖などから読み取れるゲストの性格などを、心理アナリストの亜門虹彦が分析した結果が発表されることもある。
視聴者は見た! → 元祖 視聴者は見た!
1998年9月24日の秋スペシャルから登場した現在の番組のコーナーの中でも長寿コーナーとなっている。視聴者から寄せられたゲストの目撃情報・チクリ情報を紹介、検証する。コーナーのマスコットキャラクター「トスポ」のグッズが投稿採用者にプレゼントされる。投稿を受け付けるポスト「小トスポ」が全国各地の商業施設などに設置されている。海外でもハワイ・ロサンゼルスに存在する。読売テレビの本社ビル（2019年竣工）にはトスポの顔が描かれたポストがあるが、これは番組への投稿用ではなく本物の郵便ポストである。
当コーナーの発展版として「知人は見た!」や「芸能人の近親者は見た!」・「視聴者＆知人は見た!」・「芸能界 タレコミ内部告発」などがある（投稿採用者のプレゼント内容は「元祖 視聴者は見た!」と同じだが、内部告発関連のコーナーに限りBGMはかつての「火曜サスペンス劇場」で流れた曲と同じ）。
スター覗き見ランキング
番組後半のコーナーで、ゲストのエピソードを1 - 5位まで（4位まで、または6位までの場合もある）発表。
ダウンタウンの間にあるテーブルの上にはゴングとハンマーが置かれており、ゲストが危ない話や、くだらないオチのトークをした場合、浜田がハンマーでゴングを打ち鳴らしてトークを強制終了させる。また、エンディングでは、収録を終えたダウンタウンとゲストが休憩コーナーで思い思いに話している様子が映し出される。

### スペシャル版
スターの私服
特番「ダウンタウンDXDX」などで行われる人気コーナー。ゲストがその日着てきた私服を合計金額順に紹介する。基本的には目に見えるアウター・装身具・鞄・靴などが対象。収録スタジオの廊下でゲストの私服映像を別途収録し、高価な商品をクローズアップしながら紹介してゆく。企画開始当初、コーナーの冒頭で「このコーナーは毎分（視聴率）がいい」（浜田）や、「これをやらないとスターは普段裸やと思われる」（松本）といったお約束的な説明がされていた。
このコーナーは度々叶姉妹が出演しており、その場合、合計金額の1位は叶恭子・2位は叶美香であることがお約束となっている。番組史上最高額は2021年11月11日放送分の叶恭子「叶姉妹のファビュラスワールド Aタイプ」で推定総額12億9765万円となっている。
なお、2015年12月31日木曜日に放送された『ダウンタウンのガキの使いやあらへんで!!』・「絶対に笑ってはいけない名探偵24時」では、当コーナーのパロディが放送された。
期間限定!熱弁!言わせて!私が見つけたウマイ料理 → 芸能界ミシュラン熱弁!私の三ツ星料理 → 芸能界週末のごちそうランキング
ゲストが行きつけにしているお気に入りの飲食店をVTRで紹介する。VTRの最後にはお店へのアクセス、連絡先などが表示される中、浜田は定休日に強いこだわりがあり「定休日は〜曜日です」などと読み上げたり、また不定休の場合はそのことに嘆くなど、定休日を強調することが多い。松本からも「別に休みのことはええねん！」と言われる始末。これは他のグルメ系の企画でも同様の傾向が見られる。
芸能界（西暦）最強運ランキング
| 放送日        | 1位                                             | 48位（最下位）                            |
| ------------- | ----------------------------------------------- | ----------------------------------------- |
| 2018年1月11日 | 蠍座×A型 寺島進、福地桃子、須田亜香里（SKE48）  | 双子座×AB型 なし                          |
| 2019年1月10日 | 射手座×B型 川谷絵音、井戸田潤（スピードワゴン） | 山羊座×A型 なし                           |
| 2020年1月9日  | 山羊座×O型 大島美幸（森三中）                   | 天秤座×A型 磯山さやか                     |
| 2021年1月7日  | 水瓶座×AB型 川島明（麒麟）                      | 獅子座×A型 コカドケンタロウ（ロッチ）     |
| 2022年1月6日  | 牡羊座×A型 有岡大貴（Hey! Say! JUMP）           | 牡牛座×O型 兼近大樹（EXIT）               |
| 2023年1月5日  | 獅子座×B型 松岡充（SOPHIA）                     | 魚座×AB型 くっきー!（野性爆弾）           |
| 2024年1月4日  | 牡牛座×A型 浜田雅功（ダウンタウン）             | 射手座×B型 河井ゆずる（アインシュタイン） |
| 2025年1月9日  | 双子座×A型 伊原六花                             | 牡羊座×B型 岡田結実                       |

| 1位  | 蠍座×A型   |
| 2位  | 水瓶座×A型 |
| 3位  | 蠍座×O型   |
| 4位  | 魚座×A型   |
| 5位  | 乙女座×A型 |
| 6位  | 水瓶座×O型 |
| 7位  | 牡牛座×A型 |
| 8位  | 魚座×O型   |
| 9位  | 獅子座×A型 |
| 10位 | 蠍座×B型   |

| 1位  | 射手座×B型  |
| 2位  | 魚座×B型    |
| 3位  | 獅子座×B型  |
| 4位  | 射手座×AB型 |
| 5位  | 牡羊座×B型  |
| 6位  | 魚座×AB型   |
| 7位  | 牡牛座×B型  |
| 8位  | 獅子座×B型  |
| 9位  | 乙女座×B型  |
| 10位 | 蠍座×B型    |

| 1位  | 山羊座×O型  |
| 2位  | 乙女座×O型  |
| 3位  | 山羊座×B型  |
| 4位  | 牡牛座×O型  |
| 5位  | 乙女座×AB型 |
| 6位  | 牡羊座×O型  |
| 7位  | 山羊座×AB型 |
| 8位  | 牡牛座×B型  |
| 9位  | 双子座×O型  |
| 10位 | 乙女座×AB型 |

| 1位  | 水瓶座×AB型 |
| 2位  | 双子座×AB型 |
| 3位  | 水瓶座×O型  |
| 4位  | 牡牛座×AB型 |
| 5位  | 双子座×O型  |
| 6位  | 天秤座×AB型 |
| 7位  | 水瓶座×B型  |
| 8位  | 牡牛座×O型  |
| 9位  | 牡羊座×AB型 |
| 10位 | 双子座×B型  |

| 1位  | 牡羊座×A型  |
| 2位  | 魚座×A型    |
| 3位  | 牡羊座×B型  |
| 4位  | 双子座×A型  |
| 5位  | 魚座×B型    |
| 6位  | 獅子座×A型  |
| 7位  | 牡羊座×AB型 |
| 8位  | 双子座×B型  |
| 9位  | 水瓶座×A型  |
| 10位 | 魚座×AB型   |

| 1位  | 獅子座×B型 |
| 2位  | 牡羊座×B型 |
| 3位  | 獅子座×O型 |
| 4位  | 牡牛座×B型 |
| 5位  | 牡羊座×O型 |
| 6位  | 射手座×B型 |
| 7位  | 獅子座×A型 |
| 8位  | 牡牛座×O型 |
| 9位  | 蟹座×B型   |
| 10位 | 牡羊座×A型 |

| 1位  | 牡牛座×A型  |
| 2位  | 牡牛座×AB型 |
| 3位  | 双子座×A型  |
| 4位  | 牡牛座×O型  |
| 5位  | 双子座×AB型 |
| 6位  | 獅子座×A型  |
| 7位  | 牡牛座×B型  |
| 8位  | 双子座×O型  |
| 9位  | 獅子座×AB型 |
| 10位 | 蟹座×A型    |

| 1位  | 双子座×A型  |
| 2位  | 双子座×AB型 |
| 3位  | 蟹座×A型    |
| 4位  | 双子座×O型  |
| 5位  | 蟹座×AB型   |
| 6位  | 蠍座×A型    |
| 7位  | 双子座×B型  |
| 8位  | 蟹座×O型    |
| 9位  | 蠍座×AB型   |
| 10位 | 天秤座×A型  |

相性ランキング ベストカップルは誰だ!?
芸能界イメージランキング それは私だ!
芸能人のライフスタイル調査!
叫んで!叫んで!ビックリカタログ

### 過去の企画
スターキャラクター診断
番組がゲームからトーク以降後の最初の通常放送のオープニングコーナーだった。事前にゲスト出演者に10個の項目をアンケートを行い、そこから抜粋し紹介していく。
スター先週の土曜日
スターの土曜日ザ・ムービー
スター勝手に表彰状
スター福袋
スター青春白書
スター赤面白書
お金の使い方ランキング
スターのオススメ 買ってみて!行ってみて!カタログ
クイズ!ちょっとスキャンダル
芸能界生活調査ついつい買ってしまうグランプリ
どこまでホント? 風の噂三郎
あの瞬間（とき）私は輝いていた
数字で見る!芸能界
この際言わせて!!
芸能人ってちょっと変かも? → 芸能人だから?これって私だけ?
芸能人ベスト番付
ナキメンタリー劇場

## 主なデータ
- 放送回数 - 1383回[26]
- 最高視聴率 - 関東 : 20.9%、関西 : 22.2%（ビデオリサーチ調べ）[26]
- ゲスト数 - 延べ1万5892人[26]
- 芸能人の自宅紹介数 - 1624軒[26]
- 芸能人の写真紹介数 - 1万7985枚[26]
- トスポの身長・体重 - 190cm・28kg[26]
- ダウンタウンの間隔 - 40cm[26]
- 打ち合わせ平均時間 - 浜田雅功 : 3分12秒、松本人志 : 51秒[26]
- 浜田がスタッフにキレた回数 - 254回[26]
- 浜田が吸ったタバコの本数 - 2907本[26]
- 出演回数 - 1位 勝俣州和 : 272回、2位 関根勤 : 238回、3位 笑福亭笑瓶 : 160回[27]

## 主題歌
- カルシウムが足りない/GOLD WAX[注 17]
- Misty Town/DYNAMITE MAKER
- マネキン/藤川賢一
- 天気雨/岩崎富美雄
- 甘い関係/大沢誉志幸
- ビジネスよりもI Love You/村田彰子
- レディ・イヴ/甲斐よしひろ
- Pineapple/森下玲可
- ルーレット/SUPER CHOCOLATE
- SPEED/吉川晃司
- CIELO/河村隆一
- ごはんを食べよう/室瀬美紀
- DAZE/ViViCa
- エブリ・every/谷口崇
- Positive Jump/KAORI 2 LUV
- ILLUMINATI/MALICE MIZER
- I believe/SAKURA
- ラストフォトグラフ/MASCHERA
- ここでキスして。/椎名林檎
- モンローウォーク/アン・ルイス
- COUNT DOWN/GITANE
- DAMAGE/GITANE
- 電撃ミサイル2000/CHISATO
- ハタラコウ/GAKU-MC
- TAKE THE MOON/Psychesia
- なかったコトにして/郷ひろみ with HYPER GO号
- あ〜よかった（Setagaya Mix）/花*花
- Good Night/アナム&マキ

- 美しき世界/ザ・コブラツイスターズ
- ambient lamp/siren
- 好きなのに…/Angelique
- スーパースター/広沢タダシ
- 雨/高田志麻
- Life on the way/PENPALS
- Respect/勝又亜依子
- Remedy/宇都宮隆
- RAIN/face to ace
- WISHING ON/RUN&GUN
- 青春狂騒曲/cali≠gari
- Friday let me down featuring Diggy-MO'(SOUL'd OUT)/a.mia + Key of Life
- Painting/route0
- BLUE FOX/小畑由香里
- ki・zu・na/EXILE
- もう一度あなたに会いたい/林明日香
- また恋しよう/myco
- モン・シロ/岡村靖幸
- 明日に向かって/HUNGRY DAYS
- オレンヂ/Amy-N-Ryoo
- 朝焼け/ロードオブメジャー
- アイミスユー/Goose Bumps
- オモカゲ/大西ユカリと新世界
- 明日への讃歌 〜Happy ② Song〜/難波兄弟
- もうすぐ/つばき
- NI-CHI-YO!/TAKA
- スピード・オブ・サウンド/COLDPLAY
- Don't Forget About Us/マライア・キャリー
- 春ゆらら/GaGaalinG
- sky/as
- 太陽夏劇場!/琉球チムドン楽団
- Tha F.Q's Style/Foxxi misQ
- SWEET REVOLUTION/氷室京介
- Heart Drops/砂川恵理歌
- コズミックララバイ/Splash Candy
- 産声/SPIRAL SPIDERS
- Ring The Alarm/Kanade
- 君じゃなきゃダメなんだ/Kimeru
- よろこびのうた/藤兵衛ドンと農民たち
- 笑顔の未来へ/エレファントカシマシ
- Proud/EU PHORIA
- 明日のために/AKB48
- いっぱい君を笑わせる/高野健一
- Unchanging Love 〜君がいれば〜/JYONGRI
- Stand Up People/天上智喜
- The Way 〜目指す明日へ〜/CLIFF EDGE
- 冬の日の2009/class
- 鼓動/alma
- 逢いたい…/YU-A
- 何度でも/tick
- キミだけをずっと/超新星
- Queen Bee with BIGGA RAIJI/SWEET BLACK feat.MAKI GOTO
- ひらり/RYOEI
- 本当に僕でいいんですか/新選組リアン
- サヨナラ サヨナラ arranged by 松任谷正隆/竹仲絵里
- はつ恋/pal@pop feat.稲垣早希
- 夏色の風/音速ライン
- Lunatic/SM☆SH

- シャLALA!!/Seek
- がんばって 青春/SUPER☆GiRLS
- あやまんジェットコースター/あやまんJAPAN
- RED EMOTION 〜希望〜/ν
- 夏あげモーション/藤森慎吾とあやまんJAPAN
- 虹の橋/jealkb
- ライジング・サン JAPAN!/YGA
- 誓いのうた duet with KG -premium harmony-/Mye
- ズルしないでちゃんと愛してよ with LGMonkees/果山サキ
- A STORY OF THE AGES -神話溶融- Feat.小柳ゆき/デーモン閣下
- SUMMER PARTY/MYNAME
- ↑↓/hitomi
- listen 2 my ♥ beat/AFRAに曽我部
- 何度サヨナラを繰り返したら僕らは強くなれるの?/CODE-V
- タカラモノ/ぽこた
- I just want to hold you/藤井隆
- 約束/CODE-V
- ろくでなしメモリーズ/CLIFF EDGE
- Shirayuki/MYNAME
- 白馬の王子様/近藤夏子
- CHAOS/アモウミコ
- モアモア/大塚愛
- ドキドキ☆夏恋物語/ぽこた
- Beasty Girls/J☆Dee'Z
- キリエ・トロイメンの調べ/AKIRA
- きっと/超新星
- So-You-Mon/koma'n
- PARTY LIKE U/TANAKA ALICE
- air summer/GALETTe
- Yummy!/Miracle Vell Magic
- Just 1 Light/MR.MR
- おしえてシュレディンガー/夢みるアドレセンス
- Come on !!!/ユナク from 超新星
- BLIND/ソンジェ from 超新星
- Burning Like A Flame/龍雅-Ryoga-
- マジカル・ジャーニー・ツアー/マジカル・パンチライン
- 血、汗、涙 –Japanese ver.-/防弾少年団
- 抱いてフラ・フラ/水谷千重子&春澪
- Song for you/ユナク&ソンジェ from 超新星
- どうせ始まらない/稲垣潤一＆水谷千重子
- Do Your Own Thing feat.藤森慎吾/ユナク from 超新星
- きっと/ソンジェ from 超新星
- Always/YU-A
- Scream!!!/Re:Complex
- 才僕/jealkb
- Breaking Down/DAY6
- 走り出せ希望/つぼみ大革命
- 前へ/J☆Dee'Z
- 逆襲のYEAH!/つぼみ大革命
- GALAXY / VOYZ BOY
- Can You See The Light / ØMI
- Paradise/Maison B
- BLOOMING/RealRomantic
- DENSETSU/つぼみ大革命（最後のエンディング曲）

## スタッフ
- 演出：辻章悟（Nextry、以前はディレクター）
- 監修︰西田治朋（クロスブリード、以前は制作スタッフ→ディレクター→演出）
- ディレクター：金城聖門（クロスブリード、以前は制作スタッフ）、中村崇（BINGO）、堀家寛之・岡憲一郎（Nextry）、玉城良浩・中谷航（BACK-UP、中谷→以前は制作スタッフ）、上田洋也（ytv、以前は制作スタッフ）、丸山遼太（丸山→以前は2022年11月17日 - 2023年8月・2024年2月1日 - 10月頃まで制作スタッフ、一時離脱→復帰）
- 構成：高須光聖、木村祐一[注 18] 、山名宏和、長谷川朝二、鈴木しげき（山名・鈴木→2名共に以前はブレーン）、下田雄大、竹村武司、宇野コーヘー
- SW：渡辺滋雄（以前はカメラ）
- CAM：日向野崇、星合陽介、伊藤孝浩、中村佳央、小菅裕太（伊藤→以前はカメラ→SW）
- 音声：大島康彦、藤岡絵里子、青山禎矢
- VE：鬼頭知佐、塙梨沙、稲毛彩乃、河合瑠奈、柏原与佑子、中塚菜々子、林蘭琦
- 照明：香川和代
- 編集：江川武尊、内村智也
- MA：稲葉喜大
- 音効：磯川浩己（Nextry）
- ナレーター：荒井聡太、桐谷蝶々
- 美術：山本真平（ytv）、山下創平
- 美術制作：矢野雄一郎（フジアール、以前は美術進行→アートコーディネーター）
- タイトルロゴ：仲里カズヒロ（studio-pool.com、以前は番組ロゴ・キャラクター）
- スタイリスト：高堂のりこ、坂﨑タケシ
- メイク：Office MAKlSE、TEES’
- スタッフ協力：クロスブリード、バックアップメディア、BINGO、ビーオネスト、フジアール、ヌーベルバーグ、ヌーベルアージュ、教映社、ICHIGO、freed、アサヒ精版、studio-pool、プログレッソ（フジ→以前は美術協力、ヌーバ・教映社→以前は技術協力、ヌーア・ICHIGO→2023年9月7日-）
- 宣伝：福士まりか・森脇征大（ytv、森脇→一時離脱→復帰）
- デスク：宮代さつき（ytv）、遠藤未涼（遠藤→2022年11月17日 - ）
- 制作スタッフ：西山舞、水上慶祐、青山裕哉、西祐輔（Nextry）、小早川泰飛（ytv）、関谷優作、安生千之、尾小山直登（BACK-UP）、ワタンパラスト奎和（クロスブリード）、廣岡凜、三ツ澤朋美（西・小早川・三ツ澤以外・尾小山以降→2022年11月17日 - 、西・三ツ澤→2024年7月4日 -、小早川→2024年11月7日 - ）
- キャスティング：根岸美弥子（ビーオネスト）
- 協力プロデューサー：菊井徳明（よしもとブロードエンタテインメント、以前はAP）
- アシスタントプロデューサー：増田一穂（吉本興業、2022年7月7日 - ）、山本美沙恵（クロスブリード、2018年11月15日 - 、以前は制作進行→制作デスク）
- 協力：ytv Nextry（2011年1月まではサウンドエフェクト、2015年3月まではワイズビジョンと表記）
- 制作協力：吉本興業
- プロデューサー：中埜勝之（ytv、2022年7月14日 - ）、嘉沼慶子（吉本興業、2024年8月8日 - ）、荒巻由希子（Nextry、以前は制作進行）、若生さとみ（クロスブリード、2018年11月15日 - 、以前はデスク→AP）
- チーフプロデューサー：小野寺将史（ytv、2023年7月20日 - ）
- 制作著作：ytv

### 過去のスタッフ
- 演出：田渕草人（読売テレビ、以前はディレクター）、遠藤慎也（ytv、2022年7月14日 - 2024年7月11日、以前はディレクター→2021年6月24日 - 2022年7月7日は演出・プロデューサー）
- ディレクター：逵敦史、田中壽一、伊藤隆洋・汐口武史（読売テレビ）、山崎徹（ワイズビジョン）、山口将哉、林敏博（クラッシュアウト）、竹内健太（2019年4月25日のみ）、並木慶・上原太志（BACK-UP）、堀越丈司（山口・林・堀越→以前は制作スタッフ）
- 構成：疋田哲夫、かわら長介
- ブレーン：榊暁彦、下田健一、倉本美津留（以前は構成）
- 制作スタッフ→AP：宇野祐司
- 技術：松尾昌己（松尾→以前は音声）、岡本隆嗣、小野三治男、坂口拓磨、徳久多久美、北條吉彦（北條→以前はカメラ）（全員読売テレビ）
- SW：菊川雄士、坂口拓磨、平松雅之（全員読売テレビ）
- カメラ：野村武史、森下直樹、加藤孝男、松本和久、林晃吉（全員読売テレビ）、鈴木富夫、小松忠信、佐藤友孝、野平浩二（読売テレビ）
- 音声：竹山裕隆、日下部徹、小野木晋、安井太久也、新井啓喜、谷口英雄（全員読売テレビ）
- VE：作田和矢、熊倉正彦、深澤武、深澤敏行、中村宏、三坪雅典、小林哲夫、門間克人、節政捺美、小宮幸雄
- 照明：吉田勝、出口勉、浜野眞治、柿本幸一、窪田和弘、廣江貞雄、窪内誠（全員読売テレビ）、篠田謙介
- 編集：南方裕之（読売テレビ）、廣畑秀史、宮下剛一、小笹嘉克、竹内博志、馬場泰彦、塚田吉成、太田友康、岡本光雄、大野大
- MA：谷口英雄（読売テレビ）、丸尾俊文、菅井裕一、久保田博音、田辺邦明、円城寺暁
- 音効：中村康治（Nextry）
- ナレーター：三石琴乃（エンドロールクレジット表記なし・1994年3月 - 1997年2月まで、クイズ番組時代の出題ナレーション：実質上の進行浜田の補佐）、八奈見乗児、立木文彦、コハ・ラ・スマート
- 美術：伊藤大樹、綿谷登、尾前江美（全員読売テレビ）
- 美術制作：永田勝明（フジアール）
- 美術進行：内藤佳奈子（フジアール）
- メイク：牧瀬典子、渋澤栄祐
- スタイリスト：北田あつ子、利光栄治郎
- 広報→宣伝：龍神秀一、今村紀彦、小林杏奈、吉田幸平、加藤崇、三輪宗滋、西川章洋（西川→以前は広報）、斉藤渉、吉井智也（全員読売テレビ）
- デスク：山本沙織
- AD：有明雄介、岩上晃、伊部和憲、松中寿也、高瀬慎一
- 制作スタッフ︰福岡鈴可
- アシスタントプロデューサー：古賀卓、中川貴史・阪口知里・斉藤勅之・武藤佑樹・杉本瑞季（いずれも吉本興業）、松山和久、上田優子
- チーフプロデューサー：今岡大爾、木村良樹、白岩久弥、武野一起（白岩→1995年3月まで演出・プロデューサー、4月のみ演出・チーフプロデューサー兼務、5月以降チーフプロデューサー、木村→以前はプロデューサー、武野→1995年4月 - 2008年9月までプロデューサー、1996年4月までディレクター（1995年4月 - 1996年4月の間は一部の回でPD兼務）。1994年末スペシャルのみ演出を担当。2015年3月まではワイズビジョン兼務出向だった。2008年10月 - 2018年5月31日）、池田典正、小石川伸哉、富田求、山内隆行（山内→2015年2月5日 - 4月9日）、勝田恒次（2017年6月8日から2021年6月10日、以前はディレクターのみでディレクター兼務プロデューサーは2008年10月以降から2015年1月29日まで、2015年2月から2017年6月1日までプロデューサー）、西川義嗣(2021年6月24日 - 2023年7月6日)（全員読売テレビ、白岩は1998年4月 - 2002年6月までワイズビジョン所属として番組に関与）
- プロデューサー：大﨑洋、岡本昭彦、藤原寛、森俊和、鈴木一慶、宮下森資（いずれも吉本興業、宮下→2022年7月7日 - 2024年8月1日）、寺本俊司、山口将哉（クラッシュアウト）、金井南燮（Nextry、2020年2月6日 - 2023年1月）
- 演出・プロデューサー：平山勝雄（読売テレビ、2018年11月15日 - 2019年8月、2011年からディレクター、2015年2月5日から2018年11月8日までは演出）
- 演出・チーフプロデューサー：西田二郎（読売テレビ、1998年4月 - 2002年6月の間はワイズビジョン所属。初期ディレクター→1996年5月から演出、CP兼務は2010年7月8日 - 2015年1月29日）
- 協力：日本テレビビデオ、共立、ビデオスタッフ、IMAGICA、Sony PCL、音響ハウス
- 技術協力：HIBINO、ADEC
- 衣装協力：BEAMS、AOKI、ORIHICA、LOGOS、MONSIEUR NICOLE、PUMA、KENT＆CURWEN、ABC-MART、IKUKO、BABY, THE STARS SHINE BRIGHT、DEVILOCK、JUNKY、DEVILOCK、BACKBONE、carlife、FLAG-J
- 収録スタジオ：東京メディアシティ
- スタッフ協力：ディレクターズ・ウェーブ、コックスプロジェクト、CRAZY TV（CRAZY→以前は技術協力）、Avid Symphony Nitis、Julia Japan inc

## ネット局と放送時間
| 放送対象地域   | 放送局                    | 系列           | 放送日時                     | ネット状況 | 備考                |
| -------------- | ------------------------- | -------------- | ---------------------------- | ---------- | ------------------- |
| 近畿広域圏     | 読売テレビ（ytv）         | 日本テレビ系列 | 木曜 22:00 - 23:00           | 制作局     | 制作局              |
| 北海道         | 札幌テレビ（STV）         | 日本テレビ系列 | 木曜 22:00 - 23:00           | 同時ネット |                     |
| 青森県         | 青森放送（RAB）           | 日本テレビ系列 | 木曜 22:00 - 23:00           | 同時ネット |                     |
| 岩手県         | テレビ岩手（TVI）         | 日本テレビ系列 | 木曜 22:00 - 23:00           | 同時ネット |                     |
| 宮城県         | ミヤギテレビ（MMT）       | 日本テレビ系列 | 木曜 22:00 - 23:00           | 同時ネット |                     |
| 秋田県         | 秋田放送（ABS）           | 日本テレビ系列 | 木曜 22:00 - 23:00           | 同時ネット |                     |
| 山形県         | 山形放送（YBC）           | 日本テレビ系列 | 木曜 22:00 - 23:00           | 同時ネット |                     |
| 福島県         | 福島中央テレビ（FCT）     | 日本テレビ系列 | 木曜 22:00 - 23:00           | 同時ネット |                     |
| 関東広域圏     | 日本テレビ（NTV）         | 日本テレビ系列 | 木曜 22:00 - 23:00           | 同時ネット |                     |
| 山梨県         | 山梨放送（YBS）           | 日本テレビ系列 | 木曜 22:00 - 23:00           | 同時ネット |                     |
| 新潟県         | テレビ新潟（TeNY）        | 日本テレビ系列 | 木曜 22:00 - 23:00           | 同時ネット |                     |
| 長野県         | テレビ信州（TSB）         | 日本テレビ系列 | 木曜 22:00 - 23:00           | 同時ネット |                     |
| 静岡県         | 静岡第一テレビ（SDT）     | 日本テレビ系列 | 木曜 22:00 - 23:00           | 同時ネット |                     |
| 富山県         | 北日本放送（KNB）         | 日本テレビ系列 | 木曜 22:00 - 23:00           | 同時ネット |                     |
| 石川県         | テレビ金沢（KTK）         | 日本テレビ系列 | 木曜 22:00 - 23:00           | 同時ネット |                     |
| 福井県         | 福井放送（FBC）           | 日本テレビ系列 | 木曜 22:00 - 23:00           | 同時ネット |                     |
| 中京広域圏     | 中京テレビ（CTV）         | 日本テレビ系列 | 木曜 22:00 - 23:00           | 同時ネット |                     |
| 鳥取県・島根県 | 日本海テレビ（NKT）       | 日本テレビ系列 | 木曜 22:00 - 23:00           | 同時ネット |                     |
| 広島県         | 広島テレビ（HTV）         | 日本テレビ系列 | 木曜 22:00 - 23:00           | 同時ネット |                     |
| 山口県         | 山口放送（KRY）           | 日本テレビ系列 | 木曜 22:00 - 23:00           | 同時ネット |                     |
| 徳島県         | 四国放送（JRT）           | 日本テレビ系列 | 木曜 22:00 - 23:00           | 同時ネット |                     |
| 香川県・岡山県 | 西日本放送（RNC）         | 日本テレビ系列 | 木曜 22:00 - 23:00           | 同時ネット |                     |
| 愛媛県         | 南海放送（RNB）           | 日本テレビ系列 | 木曜 22:00 - 23:00           | 同時ネット |                     |
| 高知県         | 高知放送（RKC）           | 日本テレビ系列 | 木曜 22:00 - 23:00           | 同時ネット |                     |
| 福岡県         | 福岡放送（FBS）           | 日本テレビ系列 | 木曜 22:00 - 23:00           | 同時ネット |                     |
| 長崎県         | 長崎国際テレビ（NIB）     | 日本テレビ系列 | 木曜 22:00 - 23:00           | 同時ネット |                     |
| 熊本県         | くまもと県民テレビ（KKT） | 日本テレビ系列 | 木曜 22:00 - 23:00           | 同時ネット |                     |
| 鹿児島県       | 鹿児島読売テレビ（KYT）   | 日本テレビ系列 | 木曜 22:00 - 23:00           | 同時ネット | [ 注 20 ]           |
| 大分県         | 大分放送（OBS）           | TBS系列        | 土曜 13:00 - 14:00           | 遅れネット |                     |
| 沖縄県         | 沖縄テレビ（OTV）         | フジテレビ系列 | 水曜 0:20 - 1:20（火曜深夜） | 遅れネット | [ 注 21 ] [ 注 22 ] |

過去のネット局
- 宮崎放送（MRT、TBS系列） - 2007年3月26日をもって一旦打ち切られたが、2010年4月15日より木曜 20:00 - 20:54で放送再開。しかし、2011年3月24日をもって再び打ち切り。

### 放送時間の変遷
| 期間    | 期間    | 放送時間（日本時間）       |
| ------- | ------- | -------------------------- |
| 1993.10 | 1994.03 | 木曜 22:00 - 22:54（54分） |
| 1994.04 | 1994.09 | 木曜 22:00 - 22:55（55分） |
| 1994.10 | 2013.09 | 木曜 22:00 - 22:54（54分） |
| 2013.10 | 2025.06 | 木曜 22:00 - 23:00（60分） |

## DVD
全てよしもとアール・アンド・シーから発売。
- 『ダウンタウンの前説 Vol.1』（2013年3月29日） - ※2004年 - 2006年放送回の前説集+特典映像を収録。
- 『ダウンタウンの前説 Vol.2』（2013年3月29日） - ※2007年 - 2008年放送回の前説集+特典映像を収録。
- 『ダウンタウンの前説 Vol.3』（2013年8月28日） - ※2009年 - 2010年上半期放送回の前説集+特典映像を収録。
- 『ダウンタウンの前説 Vol.4』（2014年2月19日） - ※2010年下半期 - 2011年放送回の前説集+特典映像を収録。
- 『ダウンタウンの前説 Vol.5』（2014年2月19日） - ※2012年放送回の前説集+特典映像を収録。